# Pivovar Černá Hora
Pivovar Černá Hora je pivovar a sodovkárna v městysu Černá Hora, jejímž vlastníkem je společnost Pivovar Černá Hora a.s.
1. dubna 2010 se pivovar stal součástí české pivovarnické skupiny Pivovary Lobkowicz Group a.s.

## Historie
První písemná zmínka pochází z 16. července 1298, další z roku 1308 (v té tobě nazýván BRAXATORIUM TEMPLARIORUM IN MONTE NIGRO), poté následuje až z roku 1530 ve společné majetkové smlouvě bratrů Tase Černohorského z Boskovic a Jaroslava Černohorského z Boskovic. V 19. století byl pivovar poprvé pronajmut (včetně hospody a palírny) a to Maxmiliánu Polákovi.
V roce 1896 byla založena Rolnická akciová společnost pivovarní a sladovní v Černé Hoře, která uzavřela nájemní smlouvu na 20 let s majitelem hrabětem Augustem Friesem. V roce 1923 nakonec August Fries pivovar této společnosti prodal.
3. července 1948 vyhláškou ministerstva výživy došlo ke znárodnění Černohorského pivovaru a.s. a vyhláškou stejného úřadu ze dne 20. července 1948 byl pivovar začleněn do Středomoravských pivovarů n.p. v Brně. Tento státní podnik měnil různě své názvy a 11. srpna 1996 byl nakonec privatizován a stal se opět soukromým podnikem pod názvem PIVOVAR ČERNÁ HORA a.s.
V únoru 2009 dostalo stávající světlé dvanáctistupňové pivo Ležák název Kamelot od stejnojmenné moravské folk-countryové skupiny Kamelot. Nový název se stal současně propagací turné alba Mořská sůl skupiny Kamelot.
V roce 2009 byl prodán Ing. Fuskem jeho většinový podíl v pivovaru společnosti K Brewery. Tímto zaniká samostatný Pivovar, jakým byl před válkou, a stává se jenom jednou ze značek společnosti K Brewery Group.
1. dubna 2010 se pivovar se stává již jako sedmý pivovar v pořadí součástí české pivovarnické skupiny Pivovary Lobkowicz.

## Galerie

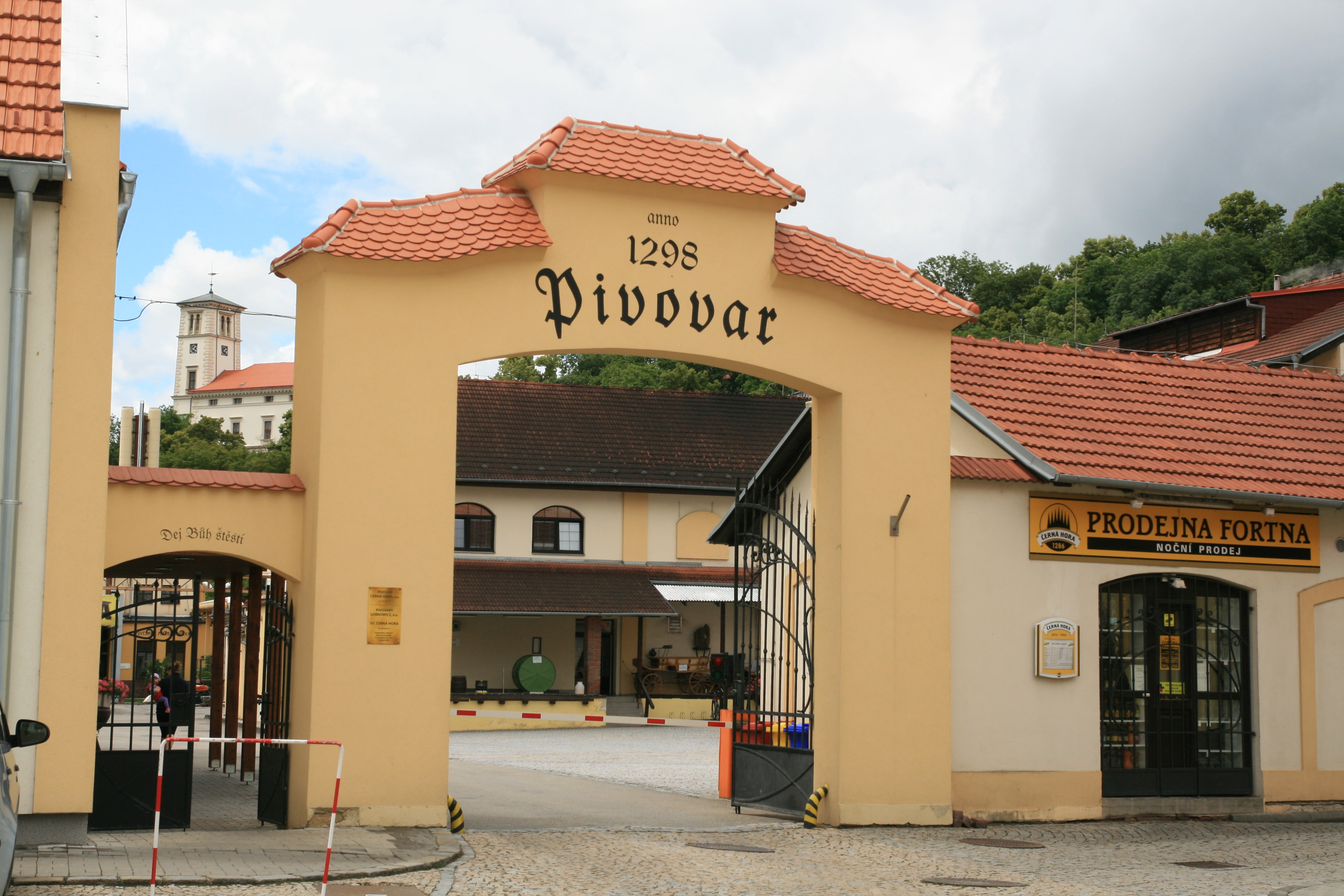
Vstupní brána
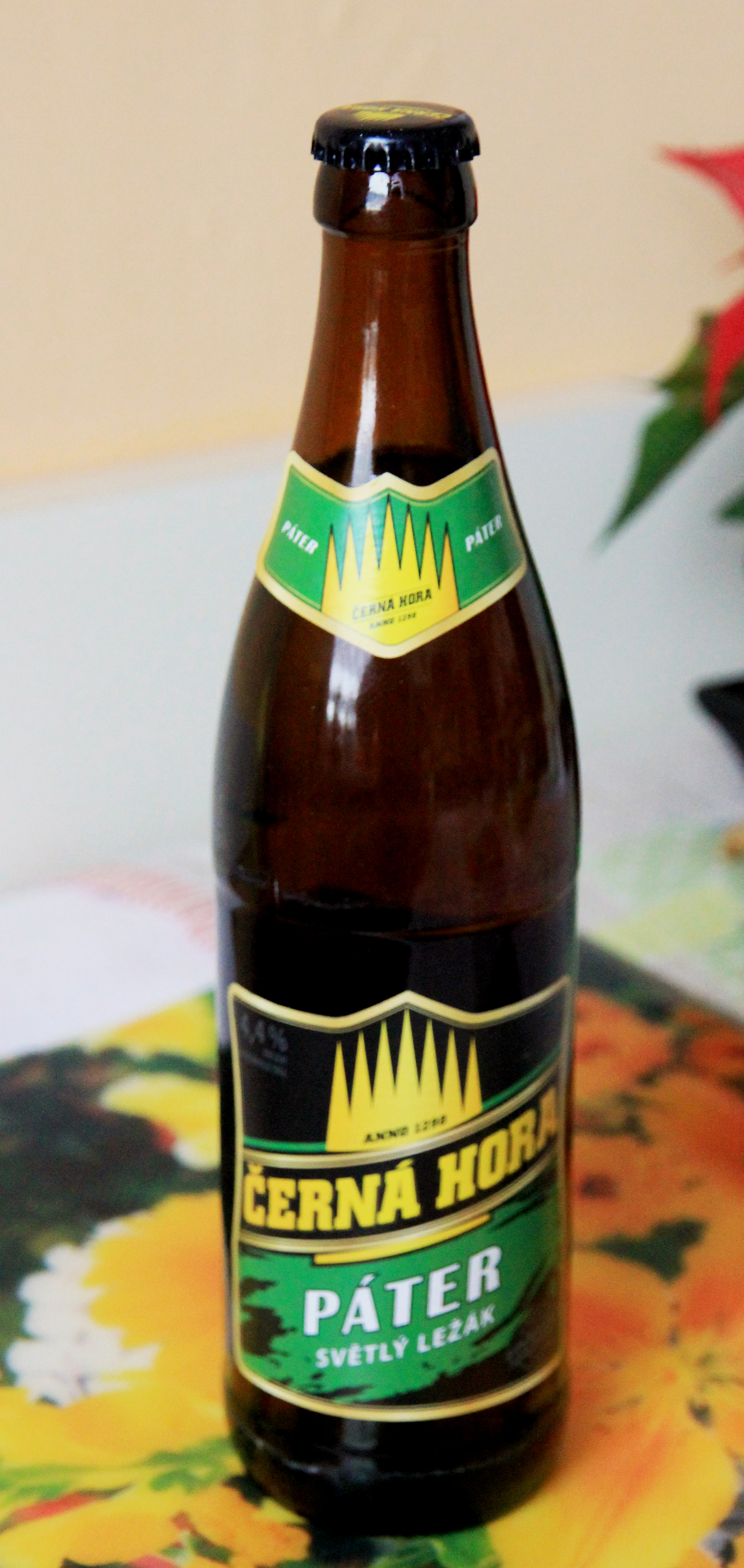
Páter - ležák pojmenovaný podle Vincence Ševčíka
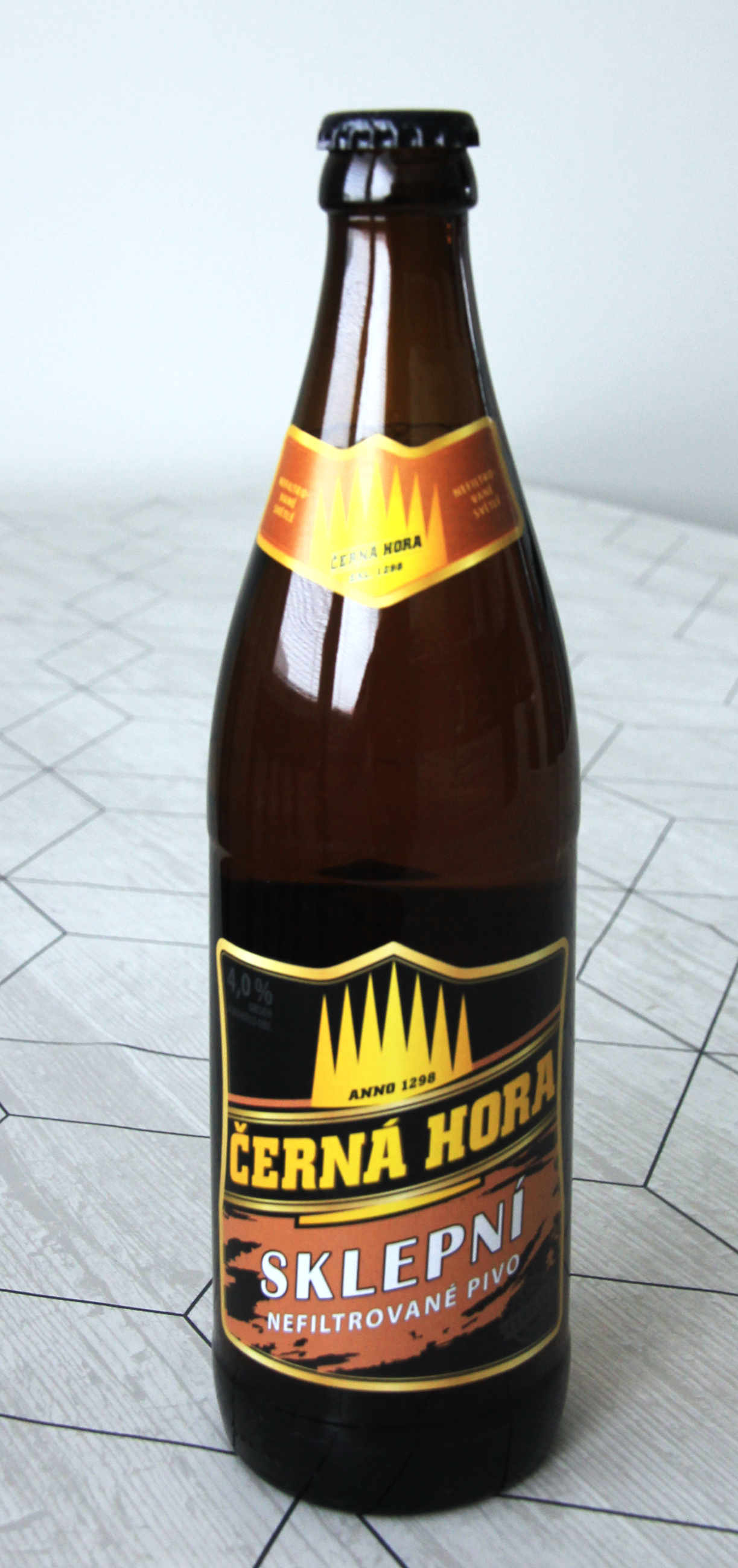
Sklepní - nefiltrovaný ležák
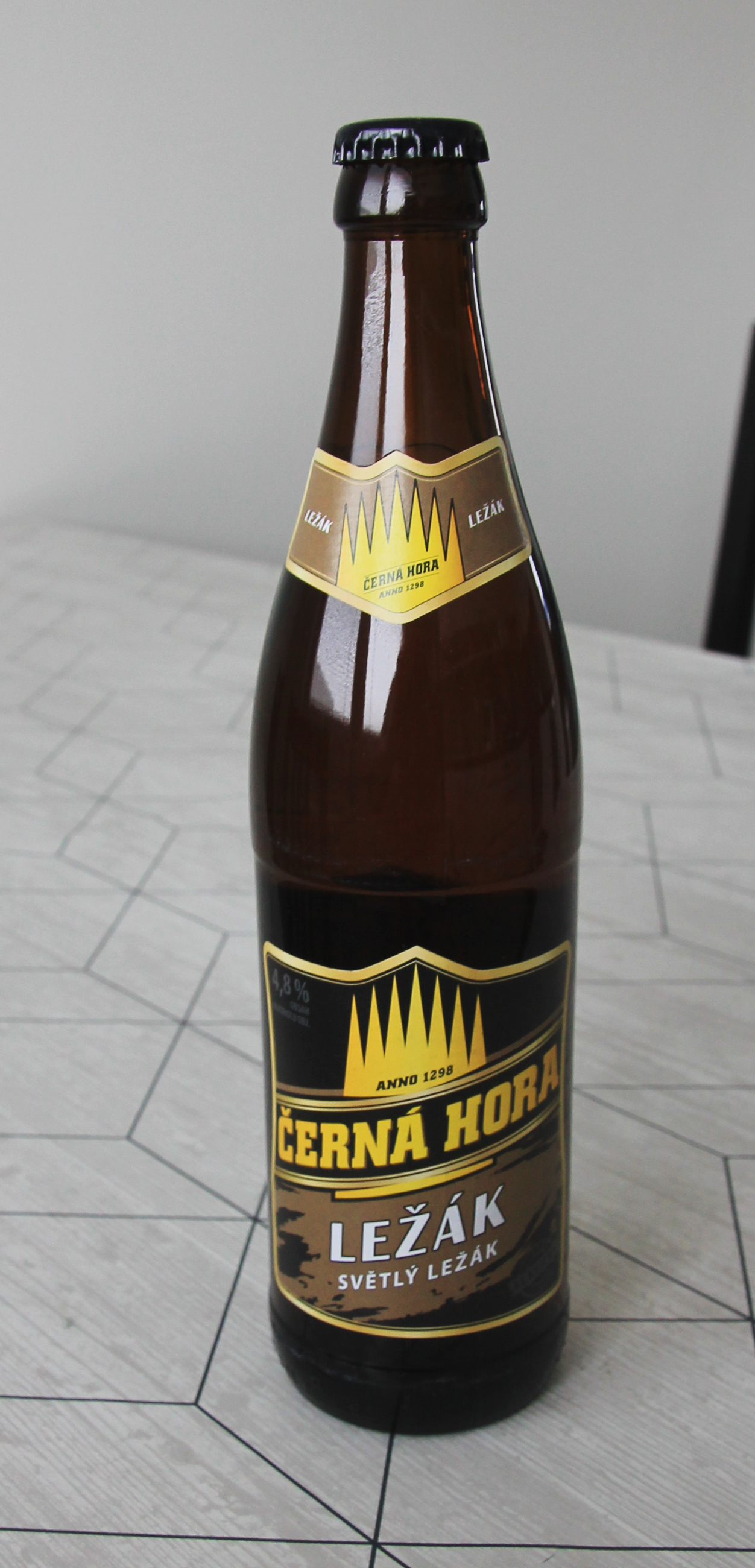
Světlý ležák
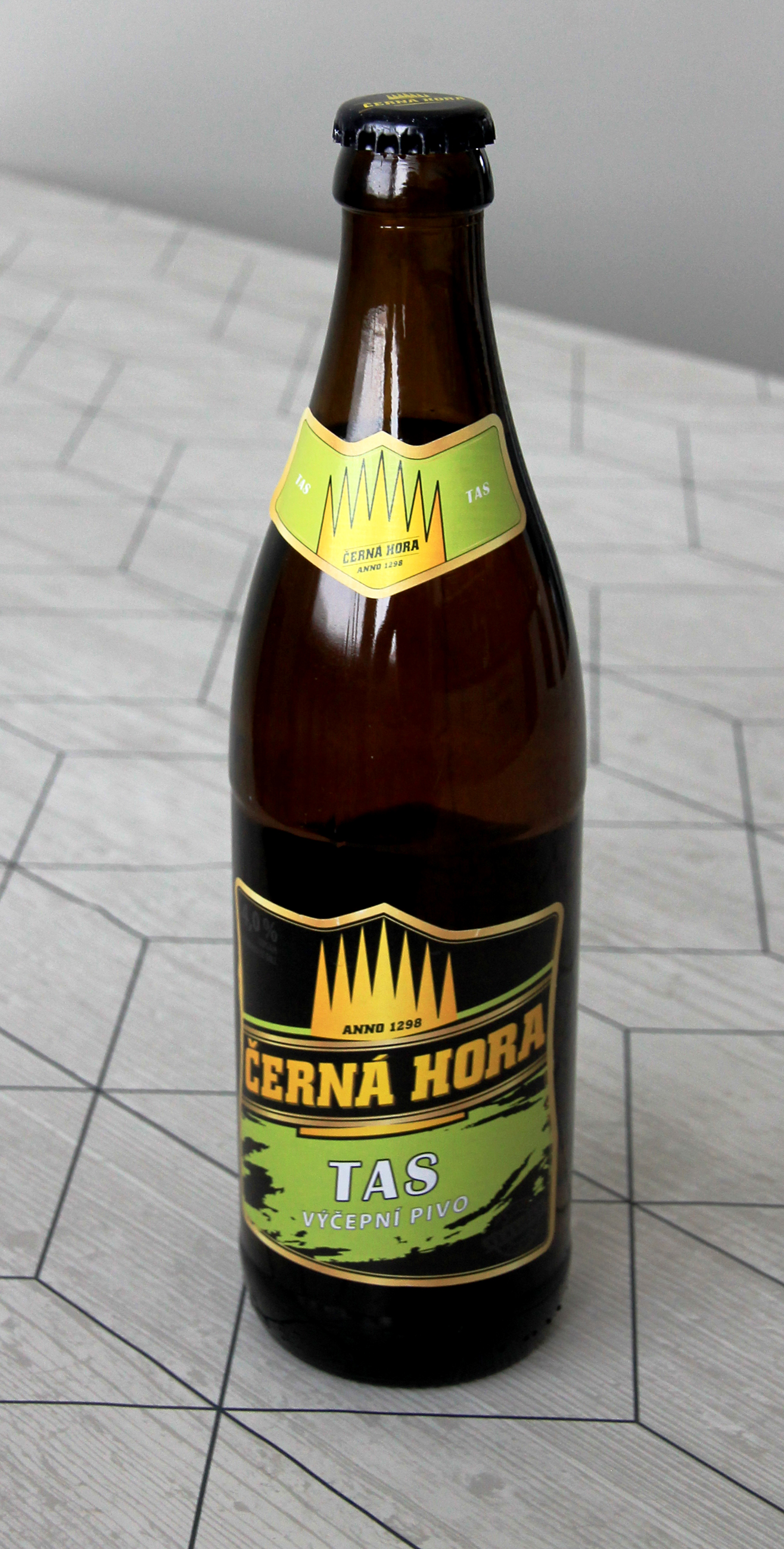
TAS - světlé výčepní
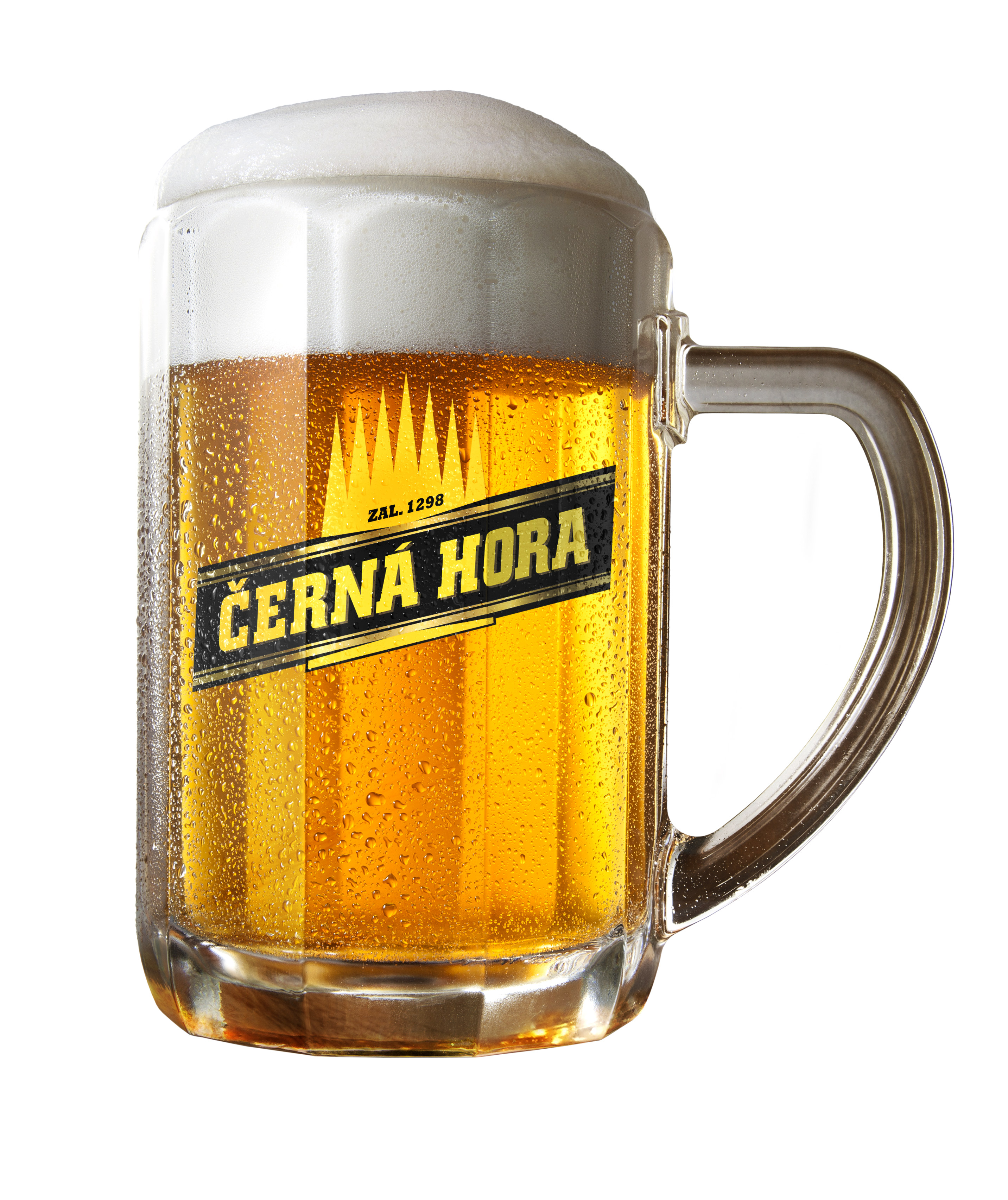
Čepované pivo
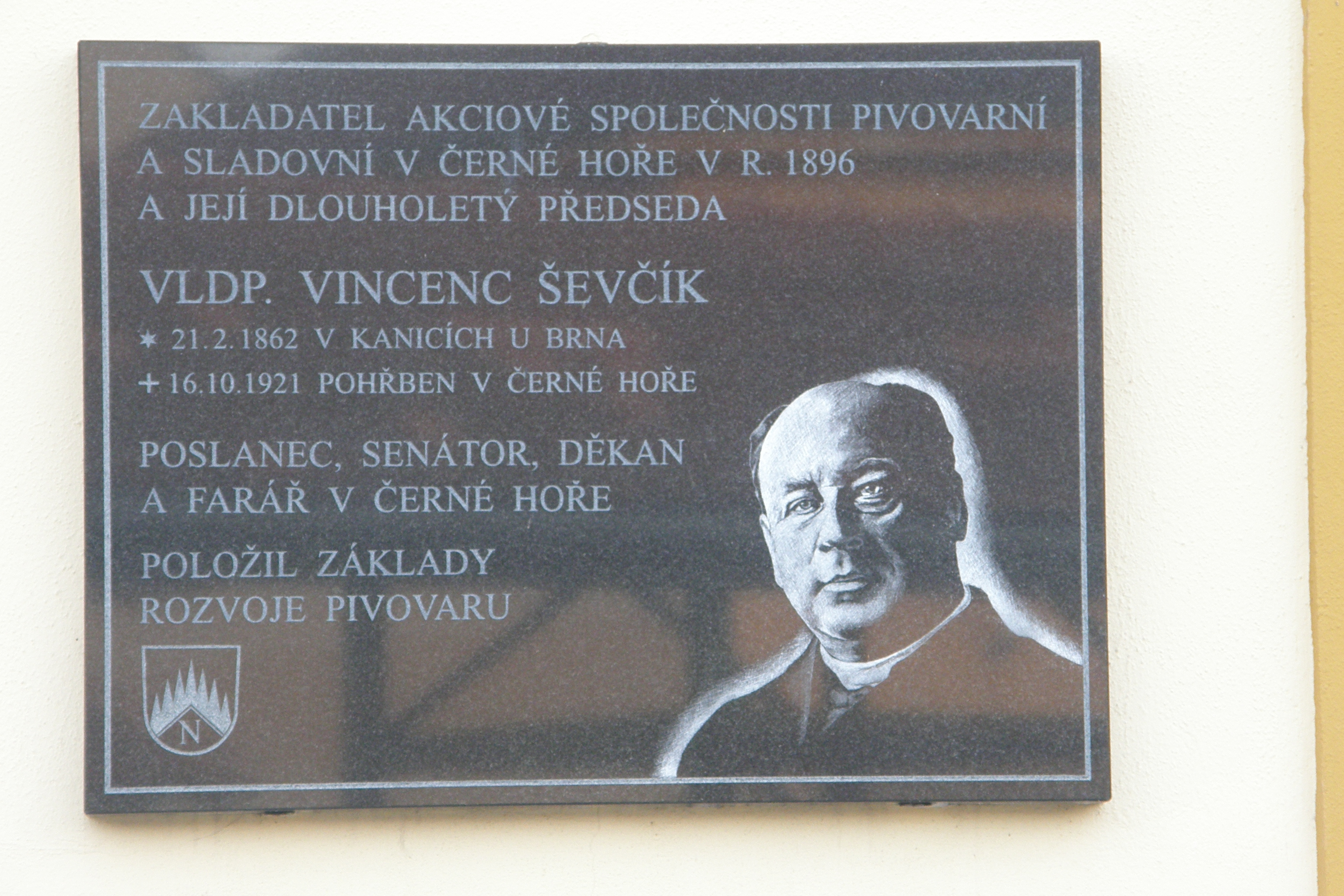
Pamětní deska v Černé Hoře, připomínající Vincence Ševčíka, který roku 1896 v Černé Hoře založil Akciovou společnost pivovarní a sladovní

## Zajímavosti
Veškeré pivní tácky pivovaru Černá Hora